# 第1アラスカ戦闘情報小隊
第1アラスカ戦闘情報小隊（暫定）（1st Alaskan Combat Intelligence Platoon(Provisional)）は、第二次世界大戦中にアメリカ陸軍が編成した特殊部隊である。カストナー喉切り団（Castner's Cutthroats）や、アラスカ・スカウト（Alaskan Scouts）といった通称で知られる。アリューシャン方面の戦いの際、日本軍に対する偵察行動をその任務とした。

## 背景

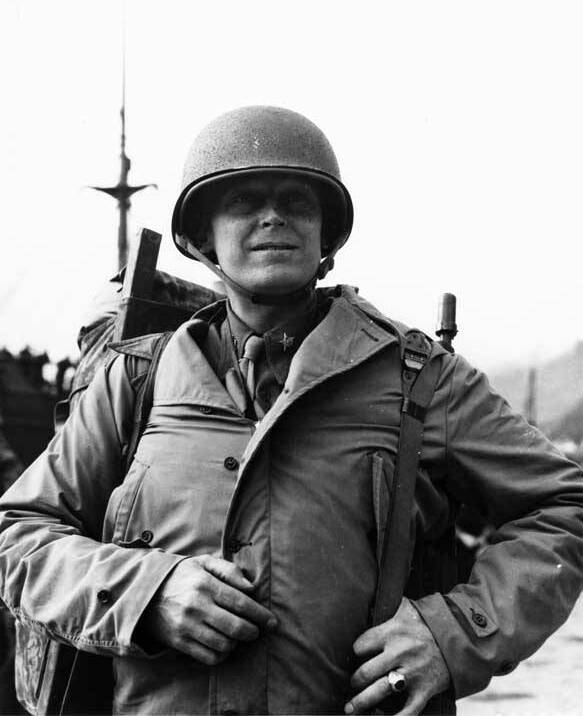
ローレンス・カストナー大佐（1943年）

部隊の創設者であるローレンス・カストナー大佐は、サイモン・B・バックナー将軍が司令官を務めるアラスカ防衛司令部（Alaskan Defense Command）に勤務する情報将校で、彼の思い描いたアイデアは「独立して任務を遂行しうる最小規模の部隊」というものであった。アラスカの厳しい気候に慣れた人材を求め、カストナーはアレウト族やエスキモーといった先住民、クロンダイク・ゴールドラッシュを受けて集まっていた金鉱採掘者、ハンター、罠猟師、漁師といった者から隊員を募集した。こうして集められた隊員らの多くはいわゆる「荒くれ者」で、入隊後もバッド・ウィスキー・レッド（Bad Whiskey Red）、アレウト・ピート（Aleut Pete）、ウォーターバケット・ベン（Waterbucket Ben）のような異名を名乗り続けていた。カストナーは彼らのユニークな才能を評価し、一般的な軍紀の履行を求めなかった。また、この不規律な状態を称える意味も込めて、「喉切り団」（Cutthroats）なる愛称も考案された。彼らは任務遂行の為であれば非常に幅広い自由が認められていた。

## 任務
第1アラスカ戦闘情報小隊が編成された頃、日本軍はダッチハーバー爆撃を経てアリューシャン列島西部へと侵攻していた。この状況下で小隊に課された任務は、日本軍占領下のアッツ島、アガツ島、キスカ島への潜入および偵察である。また、これらの島に対する上陸作戦立案の補佐も部隊の使命であった。反攻作戦が始まった時、小隊はすみやかに上陸した主力部隊と合流し、連絡およびガイドを務めることとされていた。小隊は上陸作戦の準備段階において、永久凍土上において装輪車両では走行に支障がある事、十分な防寒装備と食料が必要となる事など、アラスカの気候を踏まえた助言を行ったものの、ほとんどが無視された。その結果、多数の主力部隊の兵士がこうした問題に苦しみ、小隊員らから防寒着や食料の提供を受けて命を救われることとなる。
部隊の前線指揮官として選ばれたのは、ロバート・H・トンプソン大尉（Robert H. Thompson）である。彼はモンタナ州モカシン出身で、モンタナ州立大学在学中はフットボールのスター選手として知られたという人物だった。トンプソンは部下からの人望も厚く、またアラスカの地を深く愛していた。彼は除隊後もアラスカに残り、ガイドやハンターなど様々な職に就いた。1955年に事故死した時には辺境飛行パイロットを務めていた。
後に入隊したアール・C・エイカフ中尉（Earl C. Acuff）は、アイダホ大学の卒業者で、学生時代にはトンプソンのライバル選手でもあった。エイカフはアリューシャン列島の離島に派遣され、日本軍作戦機の活動を調査していた。エイカフと数ヶ月に渡って連絡が途絶えた際、陸軍は彼が戦死したものと判断し、カストナーに遺体の回収を命令した。しかしまもなくして生存が確認され、エイカフはすみやかに部隊へと復帰した。後にエイカフは離島での生活を回想し、次のように語っている。
まるで王様みたいな暮らしだよ。海に潜ってタラバガニを獲って、晩飯には新鮮な魚介類や鳥──野生のライチョウとか、アヒル、ガチョウ──を食べた。連中は日本の飛行機を見ない限り無線を鳴らすなと言った。だからおれは鳴らさなかった。アラスカ・スカウトがおれを「救助」しに来た時、恐らく連中はおれと一緒にここで暮らしたいと思ったはずさ。

### アダック島の滑走路
小隊が大きな成功を収めた事例の1つとして、アダック島における飛行場の設営がある。当時、陸軍は日本軍の攻撃を受けずともアラスカの厳しい気候によって多数の航空機を喪失していた。これを受け、飛行距離を短くする為の中継飛行場をアダック島に設置することが提案され、建設に適した地点を選定するべく小隊の派遣が決定した。しかし、アダック島は山がちな地形であり、航空機の離着陸が行えるだけの広さの平地が見つけられなかった。その為、小隊はラグーンをせき止めて水を抜き、砂がちの水底をそのまま臨時滑走路として整備した。後に工兵隊が派遣され、滑走路の面積が拡張された。

### 記念碑
アダック島クルク湾側の海岸には、小隊が実施した偵察任務を称える記念碑が残されている。記念碑には次のように記されている。
1942年8月28日、米海軍潜水艦トライトンおよびツナは海岸から4マイル東に浮上し、ローレンス・V・カストナー大佐指揮下の陸軍情報収集部隊37名を上陸させた。部隊はアラスカ・スカウト、あるいはより愛情を込めたカストナー喉切り団の異名で知られた。彼らの任務はアダックに展開する日本軍の戦力に関する情報を収集すること、そしてダッチハーバーを出港した上陸部隊にそれらの情報を報告することである。敵は発見できず、8月30日には17隻の船舶により4,500名の将兵と大量の物資が陸揚げされた。その後、彼らは飛行場を構築し、アリューシャン列島のうち敵占領下にあるアッツおよびキスカ両島への反攻上陸に備えた兵站拠点を設置した。

On August 28, 1942, the U.S. Naval submarines, USS Triton and USS Tuna, surfaced 4 miles due east of this beach and disembarked a 37-man U.S. Army intelligence-gathering unit led by Colonel Lawrence V. Castner. The unit was known as "The Alaska Scouts", or more affectionately as "Castner's Cutthroats." Their mission was to gather information about the Japanese troop strength on Adak and to report their findings to the landing force already on its way from Dutch Harbor. No enemy troops were found, and on August 30, a 17-ship landing force with 4,500 men and tons of heavy equipment arrived. Their mission: to build an airstrip and troop staging area in preparation for the retaking of the enemy-occupied Aleutian Islands of Attu and Kiska. 

## 装備
小隊ではトラッパー・ネルソン型の背嚢（Trapper Nelson pack）、狩猟ナイフ、.22口径の競技用ピストル、狙撃銃といったものが標準的な装備であった。M1903小銃やM1小銃といった制式火器を使う必要はなかったが、銃器については個々の隊員の好みが尊重された。例えば小隊で射撃の名手と呼ばれていたアル・ブラッタン（Al Brattain）はM1小銃を愛用していた。背嚢には登山に必要な装備や物資が全て積み込まれた。当時の一般的な陸軍部隊とは異なり、小隊員らは基本的に自活することが求められた。島の行き来はカヌーで行った。このカヌーは鮭釣りの為にも使われ、鮭の干物は携行食料として活用された。

## その後

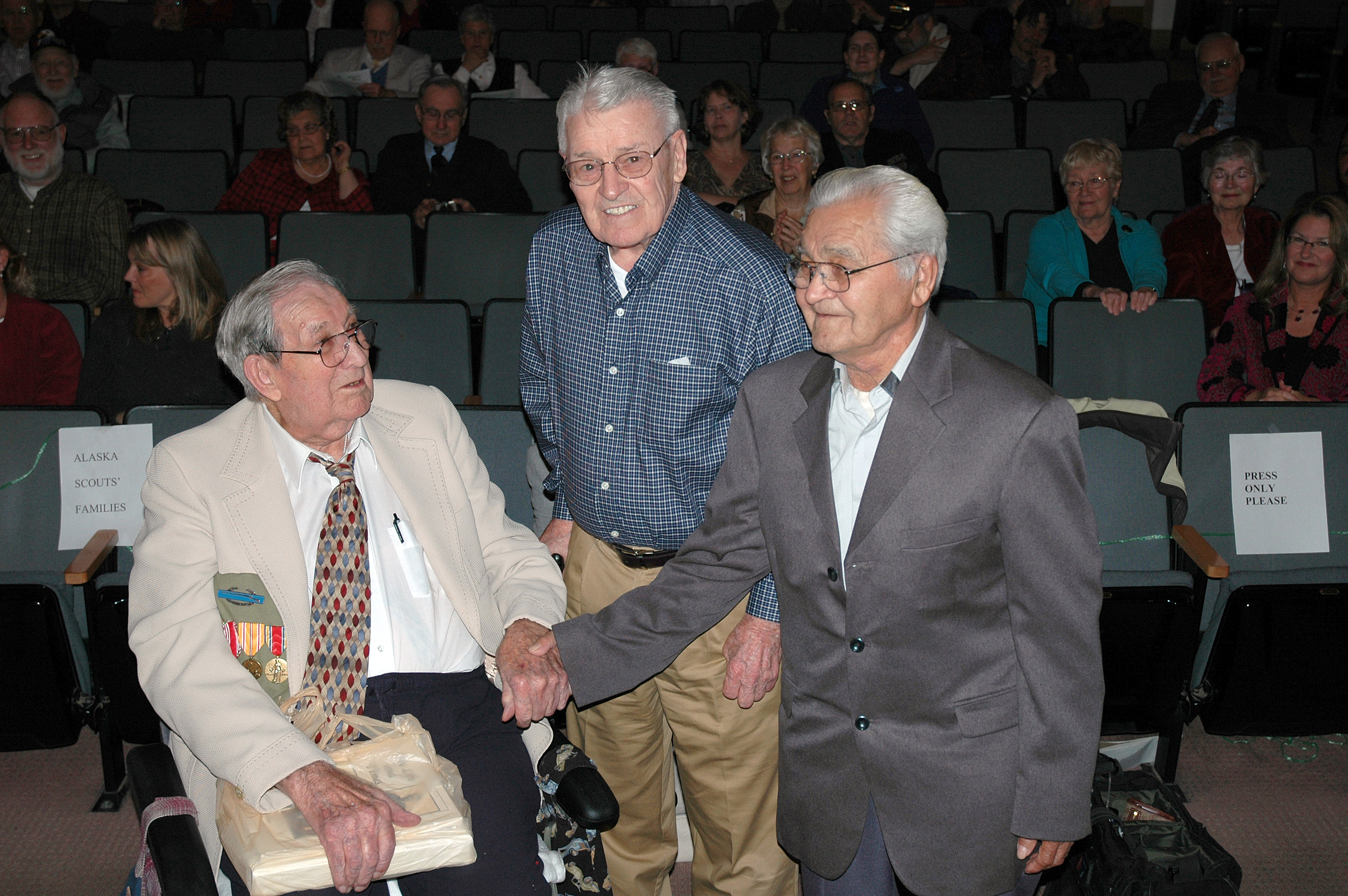
アラスカ退役軍人博物館に集った元隊員ら。左からエド・ウォーカー、アール・エイカフ、ビリー・バック（2008年）

カストナーは終戦とともに陸軍を退役し、その後もアラスカで暮らした。創業間もない頃のアラスカ航空で1年間副社長を務めた後、アンカレッジに冷蔵倉庫を立てて卸売業に着手した。その後は地元の名士として名を知られたが、1949年12月に死去した。KENI放送局からほど近い通りには彼の名が冠されている。
2008年9月28日、アラスカ退役軍人博物館（Alaska Veterans Museum）が小隊に関する展示を記念してイベントを催した。この時点で生存している隊員はエド・ウォーカー、アール・エイカフ、ウィリアム・H・"ビリー"・バック（William H. "Billy" Buck）の3名のみだった
このうち、バックは2011年8月1日に90歳で死去し、ウォーカーも同年10月28日に94歳で死去した。
エイカフは終戦後の1946年に陸軍を除隊するが、1949年には陸軍側からの依頼を受け、北極地域におけるサバイバル技術の教官として再入隊を果たした。朝鮮戦争の際にはポークチョップヒルおよびオールドバルディの戦いに第17歩兵連隊第1大隊長として参加し、複数の勲章等を受章している。1965年、陸軍レンジャー課程を修了する。ベトナム戦争中は第1歩兵師団第3旅団長として従軍した。1970年からはバージニア工科大学で軍事科学の教官となり、1974年には士官候補生隊の司令官に就任した。陸軍将校としての最終階級は准将であった。2013年2月13日、94歳で死去した。